# Platyscytus
Platyscytus is een geslacht van wantsen uit de familie van de Miridae (Blindwantsen). Het geslacht werd voor het eerst wetenschappelijk beschreven door Odo Reuter in 1907.

## Soorten
Het genus bevat de volgende soorten:

- Platyscytus baumottei (Carvalho, 1945)
- Platyscytus binotatus Reuter, 1907
- Platyscytus blantoni Carvalho, 1955
- Platyscytus centralis Carvalho & Fontes, 1967
- Platyscytus chlorindae Carvalho, 1991
- Platyscytus decempunctatus (Carvalho, 1945)
- Platyscytus englemani Carvalho, 1985
- Platyscytus hemiruber Maldonado & Carvalho, 1981
- Platyscytus manauensis Carvalho, 1982
- Platyscytus membranalis Carvalho & Costa, 1994
- Platyscytus montei (Carvalho, 1945)
- Platyscytus paulistanus (Carvalho, 1945)
- Platyscytus peruvianus Carvalho, 1976
- Platyscytus rideri Carvalho & Costa, 1994
- Platyscytus rubrofasciatus Carvalho & Gomes, 1971
- Platyscytus rufomaculatus Carvalho, 1951
- Platyscytus rufoscutellatus (Carvalho, 1945)
- Platyscytus serranus (Carvalho, 1985)
- Platyscytus surinamensis Carvalho & Rosas, 1965
- Platyscytus tucumanus Carvalho, 1953
- Platyscytus tucumuiensis Carvalho, 1981
- Platyscytus tucuruiensis Carvalho, 1981
- Platyscytus venezuelanus Carvalho & Maldonado, 1973
- Platyscytus youngi (Carvalho, 1953)